# Mairin Mitchell
Mairin Marian Mitchell FRGS (Darlington, 20 de mayo de 1895-Cross in Hand, 5 de octubre de 1986), registrada al nacer como Marian Houghton Mitchell, fue una periodista y escritora británica e irlandesa, principalmente sobre temas políticos, navales e históricos. También fue traductora del español al inglés.

## Trayectoria

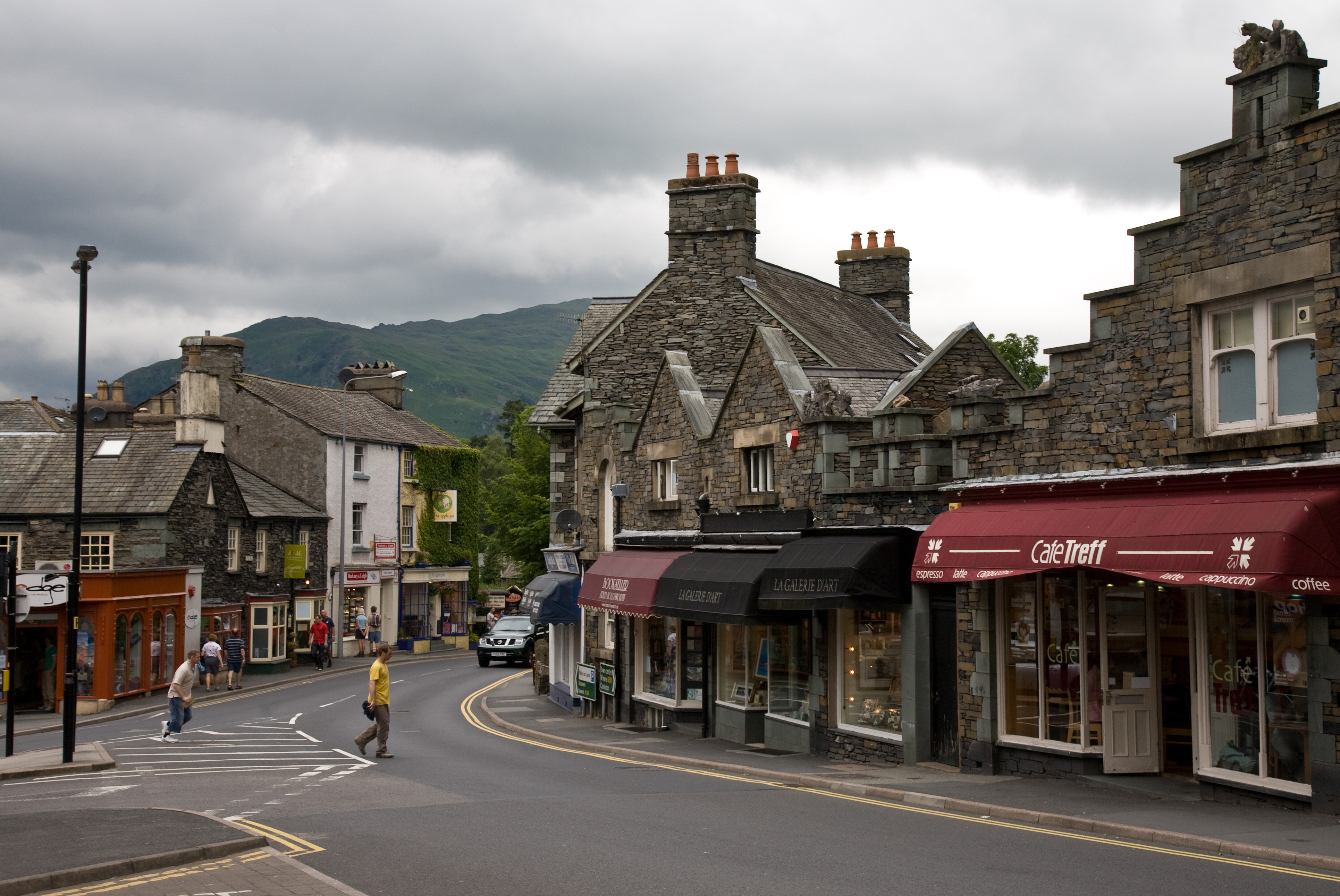
Ambleside

Nacida en el condado de Durham, era hija de Gertrude Emily Pease y de Thomas Houghton Mitchell, un médico de cabecera en Ambleside, Westmorland. La pareja se había casado en Darlington en junio de 1894. El padre de su madre, Edward Thomas Pease, era comerciante de vinos y bebidas espirituosas en Darlington y murió en 1897, dejando una buena fortuna. Por su parte, su padre tenía dos hermanos que también eran médicos.
Mairin era la mayor de cuatro hermanos, tenía hermanas gemelas, Edith y Gertrude, y un hermano, Edward, que se desmayó en Sandhurst en 1916, y murió cerca del final de la Primera Guerra Mundial, mientras servía como segundo teniente en la Real Fuerza Aérea. Ella fue educada fuera de casa en St Winifred's, un internado para niñas en Bangor y en Bedford College. Su madre murió en 1935, dejando unas 5.500 libras en herencia, y su padre en 1946.

Poco después del final de la Primera Guerra Mundial, Mitchell, aspirante a escritora, vivía en Londres y era miembro de un círculo de anarquistas. Más tarde recordaría una velada en una azotea hablando de Karl Marx, de la dialéctica hegeliana, del comunalismo de Murray Bookchin y de la independencia de Irlanda, y comentando al respecto: 

«Durante la juventud, son mejores las charlas interminables, e incluso los “ismos” que muestran el descontento divino, que no cuestionarse nada ni rebelarse nunca».

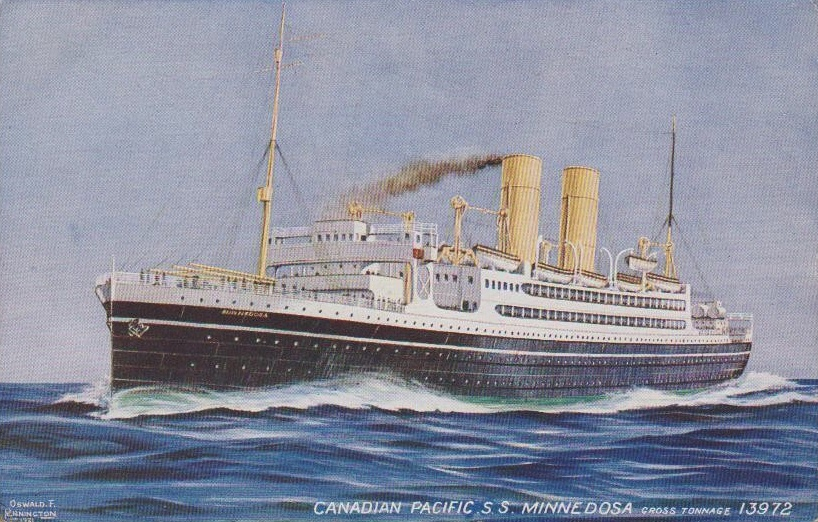
SS Minnedosa en 1921

Mitchell aceptó un trabajo como taquígrafa en el transatlántico SS Minnedosa de la empresa naviera Canadian Pacific, que la llevó a Canadá. Allí, estuvo en contacto con los iroqueses en Kahnawake, antes de regresar a Inglaterra y seguir trabajando para Canadian Pacific. Se convirtió en periodista y corresponsal en Londres de periódicos irlandeses. También escribía poemas y libros, y optó por utilizar la forma irlandesa de su nombre. En una copia de su A Shuiler Sings (1932) escribió una inscripción en irlandés y firmó como Máirín Ní Mhaol Mhicheil.
En la década de 1930, Mitchell mantuvo correspondencia con Hanna Sheehy-Skeffington sobre las reuniones del Club de Escritoras y del Comité Roger Casement, y sobre otros asuntos, como la infiltración de fascistas e ideas reaccionarias en el sistema político del Estado Libre de Irlanda. Las dos se reunieron en varias ocasiones, y en 1946 Mitchell escribió un obituario de Sheehy-Skeffington para el Demócrata Irlandés de la Asociación Connolly, concluyendo que "... su pérdida para los irlandeses de Londres es tan grande como para los de casa".
En 1935, el libro de Mitchell Traveller in Time (Viajero en el tiempo), ambientado en la Irlanda de 1942, explora un desarrollo fantástico de la era de la televisión en el contexto de la historia irlandesa. Colm MacColgan, su viajero, utiliza su invento de "Tempevision" para sintonizar eventos en diferentes momentos y lugares del pasado, observando el impacto de los irlandeses en Europa y más allá. Una reseña entusiasta del trabajo en An Gaedheal señalaba que Mitchell era una de los miembros más entusiastas de la Liga Gaélica de Londres e instaba a sus lectores "¡GAELS, lean este libro!". Ese mismo año, Mitchell escribió sobre un viaje a Budapest en "An Irishwoman in Hungary (Una mujer irlandesa en Hungría)".
Mientras escribía Homenaje a Cataluña, George Orwell revisó la obra de Mitchel Storm over Spain (Tormenta sobre España) (1937) en Time and Tide y elogió su análisis bien informado, agregando que había sido "escrito por una católica, pero muy comprensiva con los anarquistas españoles". Mitchell le escribió a Orwell para agradecerle su reseña, agregando que había leído The Road to Wigan Pier y que en política no estaban del mismo lado. También señaló que era irlandesa, y no inglesa, como él había supuesto. Fredric Warburg, el editor de Storm Over Spain, escribió más tarde que el libro había sido "un fracaso", pero que era "el único estudio pacifista que he leído sobre la Guerra Española".
En 1939, Mitchell fue muy crítica con los izquierdistas irlandeses por sus puntos de vista sobre el Pacto Molotov-Ribbentrop y escribió a Desmond Ryan en septiembre: "Brian O'Neill, Bloomsbury y Daiken cantarán a Rusia bien o mal".
De 1937 a 1939, Mitchell viajó por Europa, visitando Francia, Alemania, Italia, Suiza, Escandinavia y Liechtenstein, y su Back to England (1940) describe sus viajes y añade sus reflexiones sobre las condiciones en Gran Bretaña en 1940. Más tarde, el Right Book Club lo volvió a publicar como su libro del mes. En Liechtenstein, en 1937, entregó al jefe de gobierno una copia de la nueva Constitución de Irlanda. Martin Tyrrell ha descrito las opiniones políticas de Mitchell como similares al distributismo que se asocia con Hilaire Belloc y GK Chesterton.
Durante la Segunda Guerra Mundial, Mitchell trabajó en puertos marítimos como intérprete.
En abril de 1940, apareció un artículo en Irish Freedom bajo el nombre de Mitchell, elogiando a Betsy Gray e instando a las mujeres irlandesas a seguir su ejemplo y apoyar al movimiento republicano y laborista irlandés. La edición del mes siguiente de dicho periódico incluyó una disculpa aclarando que Mitchell no había escrito el artículo y que su nombre había aparecido por error.
Mitchell  escribió Atlantic Battle and the Future of Ireland (La batalla atlántica y el futuro de Irlanda) (1941) mientras prestaba servicios en el mar. En dicha obra, Mitchell se describía a sí misma como una ciudadana británica de ascendencia irlandesa. Elogiaba a De Valera y su política de neutralidad, pero preveía que el resultado de la guerra en el Atlántico tendría un gran impacto en Irlanda. Deseaba ver "una Federación de las Commonwealths británica y estadounidense", basada en el poder marítimo, y el fin de la partición de Irlanda, con una Irlanda reunificada uniéndose a una alianza atlántica con Gran Bretaña y Estados Unidos.
En 1946, Mitchell fue elegida miembro de la Royal Geographical Society, y también fue colaboradora de la Encyclopædia Britannica.
Comentando la obra de Mitchell The Maritime History of Russia 848-1948 (1949), la Naval Review señaló: "Esto es historia presentada de una forma inusual, si es que tiene forma, o incluso si es historia. La escritora se aferra firmemente a la idea central de que Rusia, principalmente desde la época de Pedro el Grande, se ha abierto camino hacia el exterior para convertirse en un animal oceánico además de un animal terrestre". El libro también se publicó en francés y turco.
En noviembre de 1953, The London Gazette registra a la señora Marian Houghton Mitchell como representante personal de James Garrett Peacocke, marinero mercante retirado y fallecido de Walworth, que había fallecido en septiembre de ese año.
Tras la Segunda Guerra Mundial, Mitchell vivió durante largos períodos de tiempo en España en Tolosa y Zumaia, en el País Vasco, y trabó amistad con destacados vascos, entre los que cabe mencionar José de Arteche, Koldo Mitxelena y Manuel de Irujo. Se basó en gran medida en el trabajo de Arteche para sus dos biografías de vascos en viajes de descubrimiento por el Pacífico, la de Juan Sebastián Elcano y la de Andrés de Urdaneta. De su obra Elcano the First Circumnavigator (Elcano, el primer circunnavegador) (1958), el British Book News señalaba que, si bien estaba escrito para el lector ordinario, era el resultado de una amplia lectura e investigación en los archivos españoles. Su obra Fray Andrés de Urdaneta, OSA no fue publicado hasta 1964. Mientras tanto, su obra The Bridge of San Miguel (El puente de San Miguel) (1960) era un relato ficticio del primer avistamiento europeo del Océano Pacífico por Vasco Núñez de Balboa en 1513, con un mapa del Istmo de Panamá que muestra la ruta tomada por Balboa. Su último libro, publicado en 1986, fue un estudio sobre Berenguela de Navarra, la reina vasca de Ricardo I de Inglaterra.
En 1960, Mitchell se trasladó de Highgate Avenue, Londres N6, a Claygate en Surrey. En 1981, vivía en Dawes House, Burwash, East Sussex, y murió en Holy Cross Priory, Cross-in-Hand, el 5 de octubre de 1986, a la edad de 91 años. Fue incinerada en Kent el 10 de octubre.

## Reconocimientos
Desde marzo de 2022 hasta febrero de 2023, la Diputación Provincial de Vizcaya organizó una exposición de Mairin Mitchell en el Museo del País Vasco en Guernica, comisariada por Xabier Armendáriz, para celebrar la influencia de Mitchell en el País Vasco. Al informar al respecto, el Irish Examiner señaló que Mitchell era "reconocida en el extranjero pero desconocida en casa".
En 2020, fue incluida dentro del proyecto “Mujeres Investigadoras en los Archivos Estatales (1900-1970)” para la descripción archivística y creación de un micrositio específico en el Portal de Archivos Españoles (PARES), desarrollado entre 2020-2023.  Este proyecto ha sido impulsado por la Subdirección General de Archivos Estatales, con el objetivo visibilizar la labor de investigación realizada en España por las mujeres en el intervalo 1900-1970 partiendo de los registros documentales que se conservan en los Archivos de Gestión de los AAEE del Ministerio de Cultura (el Archivo Histórico Nacional, el Archivo de la Corona de Aragón, el Archivo General de Simancas, el Archivo General de Indias, el Archivo de la Real Chancillería de Valladolid, el Archivo General de la Administración y el Centro de Información Documental de Archivos).

## Obras seleccionadas

### Libros
- Songs of the South, The Hidden Land, Pedlar’s Pieces, Road Rhymes (verso)
- A Shuiler Sings (Londres: M. Michael, The Columbia Press, 1932), colección de poemas cortos sobre Irlanda.
- Traveller in Time (Londres: Sheed & Ward, 1935)
- Storm over Spain (Londres: Secker & Warburg, 1937)
- Atlantic Battle and the Future of Ireland (Londres: F. Muller Ltd. 1941)
- Back to England: an Account of the Author's Travels on the Continent from 1937 to 1939 and Her Observations on Wartime Conditions in Britain in 1940 (1940; Right Book Club, 1942)
- The Red Fleet and the Royal Navy (Londres: Hodder & Stoughton, 1942)
- We Can Keep the Peace (Londres: Grout Publishing Co., 1945)
- The Maritime History of Russia 848–1948 (Londres: Sidgwick & Jackson, 1949 ASIN B0006D95RU)
- The Odyssey of Acurio who sailed with Magellan (Londres: Heinemann, 1956)
- Elcano the First Circumnavigator (Londres: Herder, 1958)
- The Bridge of San Miguel (Londres: Herder, 1960, ASIN B0000CKV0C)
- Friar Andrés de Urdaneta, O.S.A. (1508–1568) Pioneer of Pacific Navigation from West to East (Londres: Macdonald and Evans, 1964)
- Berengaria: Enigmatic Queen of England (Burwash Weald, East Sussex: A. Wright, 1986, ISBN 0951181505)

### Artículos
- "Catalonia and her People", The Irish Press, 17 de octubre de 1934, p.6
- "An Irishwoman in Hungary", The Irish Press, 21 de septiembre de 1935
- "Eire of the Swift Ships", in Irish Freedom No. 50, febrero de 1943
- "A Great Irishwoman", homenaje a Hanna Sheehy-Skeffington en The Irish Democrat No. 19, de julio de 1946, p.5.
- "Ferdinand Magellan, Portuguese explorer", en la Encyclopædia Britannica

## Traducciones
- José de Arteche, The Cardinal of Africa, Charles Lavigerie, Founder of the White Fathers translated by Mairin Mitchell (Londres: Sands & Co., 1964; Catholic Book Club, 1964)
- Fray Maria Pablo Garcia Gorriz, The Visigothic Basilica of San Juan De Banos and Visigothic Art, versión inglesa de Mairin Mitchell (Diario-Dia, 1973, ASIN B00A0N101U) un estudio sobre la Church of San Juan Bautista, Baños de Cerrato
- Mairin Mitchell, Histoire maritime de la Russie (Paris: Editions Deux Rives, 1952), traducido al francés por René Jouan
- Mairin Mitchell, Die Odyssee des Juan de Acurio: Der Roman d. ersten Weltumseglung (Wiesbaden: Rheinische Verlags-Anstalt, 1958), traducido al alemán por Margaretha von Reischach-Scheffel
- Mairin Mitchell, Rusyanın denizcilik tarihi (Istanbul: Deniz Basımevi, 1974), The Maritime History of Russia traducido al turco por Sermet Gökdeniz

## Como editora
- José Luis Martín Descalzo, A Priest Confesses, traducido al inglés por Rita Goldberg, ed. Mairin Mitchell (El club de lectura católico, 1962)